# Semoigne
Die Semoigne ist ein kleiner Fluss im Nordosten von Frankreich, der in den Départements Marne der Region Grand Est und Aisne der Region Hauts-de-France südwestlich der Stadt Reims verläuft.

## Geografie

### Verlauf
Die Semoigne entspringt im Département Marne, im nördlichen Gemeindegebiet von Romigny, entwässert generell Richtung Südwest, durchquert auf einer Länge von etwa fünf Kilometern das Département Aisne und mündet nach insgesamt rund 17 Kilometern wieder im Département Marne, im Gemeindegebiet von Verneuil, als rechter Nebenfluss in die Marne. Auf ihrem Weg quert die Semoigne im Oberlauf und im Mittelteil die Autobahn A4 und erreicht die Bahnstrecke LGV Est européenne in einer Distanz von rund 500 Metern.

### Orte am Fluss
(Reihenfolge in Fließrichtung)
- Romigny
- Aougny
- Villers-Agron-Aiguizy
- Sainte-Gemme
- Passy-Grigny
- Verneuil